# Pamela Frank
Pamela Frank (New York, 20 juni 1967) is een Amerikaanse violiste. Ze is laureate van de Avery Fisher Prize 1999 en heeft naast een internationale carrière eveneens sinds 1996 een docentschap als titularis van de Herbert R. and Evelyn Axelrod Chair in Violin Studies aan het Curtis Institute of Music, is hoogleraar aan het Peabody Institute of the Johns Hopkins University en de State University of New York at Stony Brook.
Ze treedt regelmatig op met, en maakt muziekopnames met onder meer Peter Serkin, Yo-Yo Ma, Emanuel Ax en haar vader Claude Frank, de Chamber Music Society of Lincoln Center gevestigd in Lincoln Center en de Academy of St. Martin in the Fields. Ze was soliste begeleid door het New York Philharmonic, het Chicago Symphony Orchestra, de San Francisco Symphony Orchestra, de Berliner Philharmoniker en het Sint-Petersburgs Filharmonisch Orkest. Met het Tonhalle Orchester Zürich nam ze de vijf vioolconcerti van Mozart op.
Ze zetelt in de jury van de Yehudi Menuhin International Competition for Young Violinists en het vioolconcours van de Koningin Elisabethwedstrijd.
- Bibliothèque nationale de France: cb13937470q (data)
- Gemeinsame Normdatei: 134730135
- International Standard Name Identifier: 0000 0001 1440 9454
- Library of Congress Control Number: nr91044679
- MusicBrainz: ce6a05bc-fe04-4ec9-bba5-05631808f5de
- Nationale Bibliotheek van Tsjechië: xx0085451
- Nationale Bibliotheek van Israël: 987007282778205171
- Nederlandse Thesaurus van Auteursnamen: 137185995
- SNAC: w6n01t3c
- Virtual International Authority File: 32187576
- WorldCat: E39PBJrgPfTyV8f6QKc7g8F7pP